# 绍兴文庙
绍兴文庙是位于浙江省绍兴市的一处古建筑，位于古城南部的越城区塔山街道，绍兴市稽山中学校园内。
绍兴府学创始于唐代，位于城北。宋代迁建于府治东南望花桥。现存清代建筑戟门、泮池、大成门。2002年，绍兴府儒学公布为绍兴市文物保护单位。
2021年，稽山中学计划投资1.9亿元进行改扩建，并修缮绍兴府学宫。